# Wyględówka
Wyględówka – kolonia w Polsce położona w województwie mazowieckim, w powiecie siedleckim, w gminie Siedlce.
W latach 1975–1998 miejscowość należała administracyjnie do województwa siedleckiego.